# نوغاب (سربیشه)
نوغاب یک روستا در ایران است که در بخش مرکزی شهرستان سربیشه واقع شده‌است. نوغاب ۹۲ نفر جمعیت دارد.